# Gus Bailey
Augustus Bailey, detto Gus (Gibson, 18 febbraio 1951 – New Orleans, 28 novembre 1988), è stato un cestista statunitense, professionista nella NBA.

## Carriera
Venne selezionato dagli Houston Rockets al secondo giro del Draft NBA 1974 (23ª scelta assoluta).
Con gli Stati Uniti ha disputato le Universiadi di Mosca 1973.

## Palmarès
- All-WBA Third Team (1979)